# Gordon Bulloch
Pour les articles homonymes, voir Bulloch.
Pas d'image ? Cliquez ici

a Compétitions nationales et continentales officielles uniquement.

b Matchs officiels uniquement.
Dernière mise à jour le 16/02/2017.
Gordon Bulloch, né le 26 mars 1975 à Glasgow, est un ancien joueur de rugby à XV écossais. Évoluant au poste de Talonneur, il compte 75 sélections avec l'équipe d'Écosse. Son frère Alan Bulloch est également un ancien rugbyman international écossais jouant au poste de centre.

## Biographie
Gordon Bulloch était le talonneur écossais le plus "capé" jusqu'en juin 2014 où il est dépassé par Ross Ford. 
Il a joué pour Glasgow Rugby de 1996 à 2005, sélection provinciale écossaise qui participe à la Celtic League, puis avec Leeds Carnegie lors de la saison 2005-2006 de la Guinness Premiership.
Il a connu sa première cape internationale le 6 décembre 1997 contre l'équipe d'Afrique du Sud.
Il a participé au Tournoi des cinq/six nations de 1998 à 2005.
Gordon Bulloch a participé à la coupe du monde 1999 (4 matchs joués, battu en quart de finale) et 2003 (4 matchs joués, battu en quart de finale). 
Il a joué avec les Lions britanniques lors de leur tournée en Australie en 2001 puis lors de leur tournée en Nouvelle-Zélande en 2005.

## Parcours en club
- 1996-2005 : Glasgow Warriors
- 2005-2006 : Leeds Carnegie

## Palmarès
- 75 sélections
- Sélections par années : 1 en 1997, 8 en 1998, 10 en 1999, 7 en 2000, 8 en 2001, 10 en 2002, 14 en 2003, 12 en 2004, 5 en 2005
- 20 points, 4 essais
- Tournois des cinq/six nations disputés: Tournoi des cinq nations 1998, 1999, Tournoi des six nations 2000, 2001, 2002, 2003, 2004, 2005
- Vainqueur du tournoi des cinq nations en 1999
- Participation à deux coupes du monde de rugby : en 1999 et 2003.